# Brian Freemantle
Pour les articles homonymes, voir Freemantle.
Brian Harry Freemantle, né le 10 juin 1936 à Southampton (Angleterre) et mort le 23 décembre 2024, est un écrivain britannique, auteur de roman d'espionnage et d'essais sur les services de renseignements.

## Biographie

### Carrière
Brian Freemantle est journaliste, puis correspondant à l'étranger pour le New Milton Advertiser de 1953 à 1958, le Evening World en 1958, le The Evening News de 1958 à 1960, le Daily Express de 1960 à 1969, le Daily Sketch de 1969 à 1970 et le Daily Mail de 1970 à 1975. Avec ce parcours professionnel, il acquiert une connaissance approfondie de l'URSS, des États-Unis et du Viêt Nam.
Il a publié son premier roman d'espionnage en 1973, Vieil ami, adieu (Goodbye to an Old Friend). En 1977, il a créé dans Charlie M (en) le personnage de Charlie Muffin, espion britannique atypique qui, complexé par la fortune de sa femme, s'habille toujours avec des vêtements usés. Ce roman est adapté à la télévision sous le titre Charlie Muffin (en) dans une réalisation de Jack Gold avec David Hemmings dans le rôle-titre. Charlie Muffin and Russian Rose, le sixième roman de cette série, est nommé pour le prix Edgar-Allan-Poe du meilleur roman en 1987. Red Star Falling publié en 2013 est le quinzième roman de la série. En 1992, il commence une nouvelle série de cinq romans avec les personnages William Cowley, expert russe du FBI et Dimitri Danilov, chef de la brigade criminelle russe.
Selon Claude Mesplède et Jean-Jacques Schleret, ses romans d’espionnage sont « visiblement influencés par John Le Carré » .
Il a publié également plusieurs essais sur les services d’espionnage américain, La C.I.A. : les secrets de l'honorable compagnie (CIA : The 'Honourable' Company) et soviétiques, Le KGB : le plus secret des services secrets (KGB : Inside the World's Largest Intelligence Network), sur l'espionnage industriel, The Fix : Inside the World Drug Trade, The Steal : Counterfeiting and Industrial Espionage et sur le crime organisé, The Octopus : Europe in the Grip of Organised Crime.
Brian Freemantle a reçu les clés de la ville de Londres.

## Œuvre

### Romans

#### SérieCharlie Muffin
- Charlie M (en), 1977 (autre titre Charlie Muffin)
- Clap Hands, Here Comes Charlie, 1978 (autre titre Here Comes Charlie M) Publié en français sous le titre Pas question de me doubler, Paris, Gallimard, coll. « Série noire » no 1757, 1979
- The Inscrutable Charlie Muffin, 1979 Publié en français sous le titre Ne chinoisons pas, Paris, Gallimard, coll. « Série noire » no 1779, 1980
- Charlie Muffin's Uncle Sam, 1980 (autre titre Charlie Muffin États-Unis) Publié en français sous le titre T’es pas timbré ?, Paris, Gallimard, coll. « Série noire » no 1821, 1981
- Madrigal for Charlie Muffin, 1981
- Charlie Muffin and Russian Rose, 1985 (autre titre The Blind Run)
- Charlie Muffin San, 1987 (autre titre See Charlie Run)
- The Run Around, 1988
- Comrade Charlie, 1989
- Charlie's Apprentice, 1993
- Charlie's Chance, 1996 (autre titre Bomb Grade)
- Dead Men Living, 2000
- Kings of Many Castles, 2001
- Red Star Rising, 2010
- Red Star Burning, 2012
- Red Star Falling, 2013

##### AnthologieCharlie Muffin
- Charlie's Choice: The First Charlie Muffin Omnibus, 1997.

#### SérieCowley – Danilov
- The Button Man 1992
- No Time for Heroes, 1994
- In the Name of the Killer, 1997
- The Watchmen, 2002
- Triple Cross, 2004

#### Autres romans signés Brian Freemantle
- Goodbye to an Old Friend, 1973 Publié en français sous le titre Vieil ami, adieu, Paris, Fayard, 1975
- Face Me When You Walk Away, 1974
- Betrayals, 1996

#### Essais signés Brian Freemantle
- KGB : Inside the World's Largest Intelligence Network, 1982 Publié en français sous le titre Le KGB : le plus secret des services secrets, Paris, Plon, 1986
- CIA : The 'Honourable' Company, 1983 Publié en français sous le titre La C.I.A. : les secrets de l'honorable compagnie, Paris, Plon, 1986
- The Fix : Inside the World Drug Trade, 1986
- The Steal : Counterfeiting and Industrial Espionage, 1987
- The Octopus : Europe in the Grip of Organised Crime, 1995

#### Roman signé Harry Asher
- The Predators, 1988.

#### Romans signés Richard Gant
- Ian Fleming: Man With The Golden Pen, 1966 (autre titre Ian Fleming: The Fantastic 007 Man)
- Sean Connery, Gilt-Edged Bond, 1967
- The Touchables, 1968.

#### Roman signé Andrea Hart
- A Mind to Kill, 1998
- The Return, 1999.

#### Romans signés John Maxwell
- H.M.S. Bounty, 1977 (autre titre Hell's Fire)
- The Mary Celeste, 1979.

#### Roman signé Jack Winchester
- Deaken's War, 1982.

### Sources
- Claude Mesplède (dir.), Dictionnaire des littératures policières, vol. 1 : A - I, Nantes, Joseph K, coll. « Temps noir », 2007, 1054 p. (ISBN 978-2-910686-44-4, OCLC 315873251), p. 786-787.
- Claude Mesplède, Les années "Série noire" bibliographie critique d'une collection policière, t. 4 : 1972-1982, Amiens, Encrage, coll. « Travaux » (no 25), 1995, 318 p. (ISBN 978-2-906389-63-2).
- Claude Mesplède et Jean-Jacques Schleret, SN, voyage au bout de la Noire : inventaire de 732 auteurs et de leurs œuvres publiés en séries Noire et Blème : suivi d'une filmographie complète, Paris, Futuropolis, 1982, 476 p. (OCLC 11972030).

### Filmographie
- 1979 : Charlie Muffin (en), film TV, adaptation de Charlie M réalisée par Jack Gold avec David Hemmings dans le rôle-titre.